# Nerkuppai
Nerkuppai là một thị xã panchayat của quận Sivaganga thuộc bang Tamil Nadu, Ấn Độ.

## Nhân khẩu
Theo điều tra dân số năm 2001 của Ấn Độ, Nerkuppai có dân số 5691 người. Phái nam chiếm 48% tổng số dân và phái nữ chiếm 52%. Nerkuppai có tỷ lệ 55% biết đọc biết viết, thấp hơn tỷ lệ trung bình toàn quốc là 59,5%: tỷ lệ cho phái nam là 66%, và tỷ lệ cho phái nữ là 45%. Tại Nerkuppai, 12% dân số nhỏ hơn 6 tuổi.